# 米紙

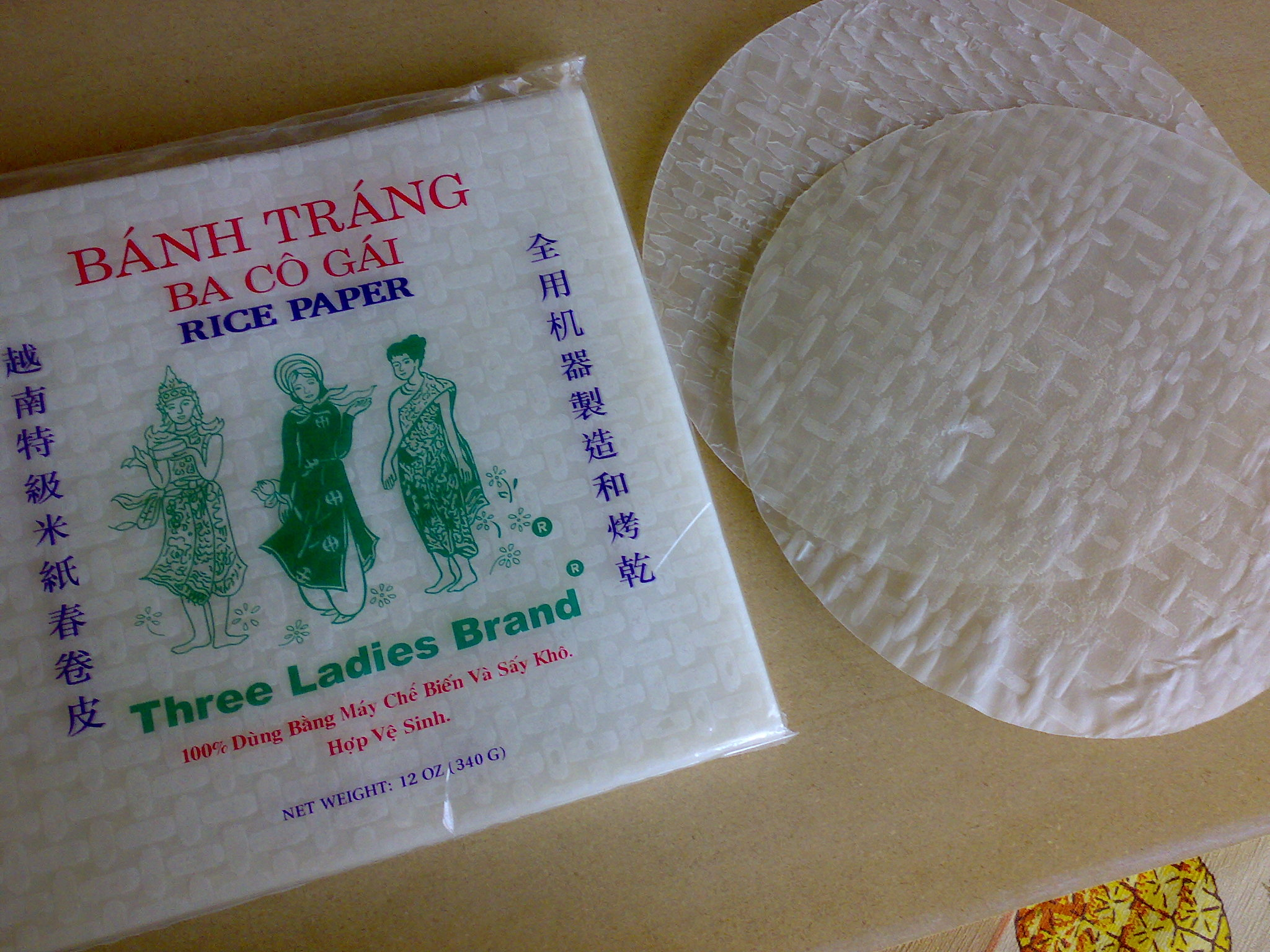
米紙

米紙（英語：Rice paper），是一種用於食物的包裝紙，成份是米。 米紙可以作為食品包裝、藝術美化，可以食用。

## 製作
米紙原來是磨米成幼粉，加水成糊漿，蒸熟成薄如紙狀，待水蒸發之後，即成。

## 起源
19世纪初，广东一带的畫師將通脱木的树心切成薄片，於上邊创作水彩画外銷海外，其紙質轻薄接近半透明，西人認為是米浆作為紙的原料，從而英文得名為Rice Paper。